# Saint-Gervais-la-Forêt
Saint-Gervais-la-Forêt – miejscowość i gmina we Francji, w Regionie Centralnym, w departamencie Loir-et-Cher.
Według danych na rok 1990 gminę zamieszkiwały 2784 osoby, a gęstość zaludnienia wynosiła 310 osób/km² (wśród 1842 gmin Regionu Centralnego Saint-Gervais-la-Forêt plasuje się na 129. miejscu pod względem liczby ludności, natomiast pod względem powierzchni na miejscu 1205.).